# José Francisco Torres
José Francisco Torres Mezzell (29 de octubre de 1987) es un futbolista profesional estadounidense de ascendencia mexicana, juega como mediocampista mixto o defensa lateral y actualmente milita en el Colorado Springs Switchbacks FC. Ha sido internacional con la selección de fútbol de Estados Unidos.

## Personal
Torres tiene la ciudadanía de México y Estados Unidos, ya que su padre es mexicano y su madre es estadounidense. Nació el 29 de octubre de 1987 en Longview, Texas, Estados Unidos. Su hermano menor, Guillermo Torres, ha entrenado con la Selección Sub-20 de los Estados Unidos.
Casado con una conductora regiomontana Andrea Rodríguez con la que tiene dos hijos llamados Santiago Torres y Francheska Torres.

## Trayectoria

### Pachuca
Torres fue contratado por el CF Pachuca mientras estaba todavía asistiendo a la escuela secundaria en Texas. Su debut en la liga mexicana fue el 29 de noviembre del 2006 entrando de cambio en un encuentro entre el CF Pachuca y el Deportivo Toluca. A partir de ese momento comenzaría su carrera ganándose la titularidad en el plantel tuzo y dejando en la banca a un grande del fútbol como lo es Gabriel Caballero, Torres Participó en los tres partidos de la Copa Mundial de Clubes de la FIFA 2008 y en el Torneo Interliga 2009 rumbo a la Copa Libertadores de América, en el Torneo Clausura 2009 (México) jugó todos los partidos con el CF Pachuca siendo súper líder en la tabla general llegando hasta la final donde perderían contra el Club Universidad Nacional.

## Clubes
| Club        | País   | Año         |
| ----------- | ------ | ----------- |
| CF Pachuca  | México | 2006 - 2012 |
| Tigres UANL | México | 2013 - 2018 |
| Puebla      | México | 2018 -      |

## Carrera internacional
Torres tenía derecho a elegir entre representar al equipo de México, la nación de su patrimonio y del club donde debutó como futbolista, o de su natal Estados Unidos. pero fue la federación de Estados Unidos quien le dio seguimiento a Torres desde su llegada al equipo de Pachuca.
Gracias a las buenas actuaciones de Torres en el equipo de los Tuzos fue invitado por Piotr (Peter) Nowak a participar con el equipo de Estados Unidos sub-23 en los Juegos Olímpicos de Verano 2008 en Beijing. Torres declinó la invitación pues el quería participar con la Selección de fútbol de México, pasó el tiempo y Hugo Sánchez jamás convocó al jugador del CF Pachuca, luego cuando el nuevo técnico del tricolor Sven-Goran Eriksson tomó el timón de la selección mexicana tampoco llamó a Torres y nadie de su cuerpo técnico le informó acerca de la existencia de este jugador a pesar de que la directiva de Pachuca informó a la Federación de fútbol de México que Torres seguía recibiendo llamados por parte de la Federación Estadounidense, Sin embargo, solo tres meses más tarde, el 2 de octubre de 2008, Torres anunció su intención de representar a los Estados Unidos en el plano internacional y acudiría al campamento que dirigía el técnico Bob Bradley en los días siguientes.
Esta noticia causó controversia en todo México pues Decio de María, secretario general de la Federación Mexicana de Fútbol declaró que el jugador no tenía corazón por México al elegir el llamado de la Selección de fútbol de los Estados Unidos, pero Torres anunció que el motivo de su elección fue porque el equipo de Estados Unidos mostró interés por el desde su debut en el fútbol mexicano, mientras que la federación mexicana jamás mostró interés por él.
Torres hizo su debut con la Selección de fútbol de los Estados Unidos enfrentando al equipo nacional de Cuba el 11 de octubre de 2008, entrando como substituto de Heath Pearce en el minuto 68. su segunda vez fue en el siguiente partido contra Trinidad y Tobago, cuatro días más tarde, el 15 de octubre. Torres también se incluyó en la lista que jugaría en contra de México, en febrero de 2009 pero no tuvo minutos de juego.
Fue convocado por el técnico estadounidense Bob Bradley para participar en la Copa FIFA Confederaciones 2009, donde el equipo estadounidense llegó a la final perdiendo este último partido ante la Selección de fútbol de Brasil.
En julio de 2013, Torres regresó con la selección estadounidense después más de seis meses de ausencia para disputar la Copa de Oro de la Concacaf 2013. El 16 de ese mes jugó el mejor partido con las barras y las estrellas a esa fecha según la prensa especializada norteamericana.

### Participaciones en Copas del Mundo
| Mundial                        | Sede      | Resultado        |
| ------------------------------ | --------- | ---------------- |
| Copa Mundial de Fútbol de 2010 | Sudáfrica | Octavos de final |

### Participaciones en la Copa de Oro de la Concacaf
| Copa                            | Sede           | Resultado |
| ------------------------------- | -------------- | --------- |
| Copa de Oro de la Concacaf 2013 | Estados Unidos | Campeón   |

### Participaciones en Copas Confederaciones
| Torneo                       | Sede      | Resultado  |
| ---------------------------- | --------- | ---------- |
| Copa Confederaciones de 2009 | Sudáfrica | Subcampeón |

## Estadísticas
Actualizado el 24 de abril de 2014.
| CF Pachuca · México |               |               |     |   |   |    |    |     |     |   |
| 1ª | 2006/07       | 1             | 0   | 0 | 0 | 0  | 0  | 1   | 0   |   |
| 1ª | 2007/08       | 10            | 0   | 0 | 0 | 2  | 0  | 12  | 0   |   |
| 1ª | 2008/09       | 39            | 2   | 0 | 0 | 8  | 0  | 47  | 2   |   |
| 1ª | 2009/10       | 32            | 1   | 0 | 0 | 9  | 0  | 41  | 1   |   |
| 1ª | 2010/11       | 29            | 0   | 0 | 0 | 4  | 0  | 33  | 0   |   |
| 1ª | 2011/12       | 24            | 0   | 0 | 0 | -  | -  | 24  | 0   |   |
| 1ª | 2012/13       | 13            | 1   | 2 | 1 | -  | -  | 15  | 2   |   |
| Total club | Total club    | 148           | 4   | 2 | 1 | 22 | 0  | 172 | 5   |   |
| Tigres UANL · México | 1ª            | 2012/13       | 17  | 1 | 0 | 0  | 1  | 0   | 17  | 1 |
| Tigres UANL · México | 1ª            | 2012/13       | 15  | 1 | 1 | 1  | 0  | 0   | 16  | 2 |
| Tigres UANL · México | Total club    | Total club    | 32  | 2 | 1 | 1  | 1  | 0   | 33  | 3 |
| Total carrera | Total carrera | Total carrera | 180 | 6 | 3 | 2  | 23 | 0   | 206 | 8 |
| (1)Incluye datos de la Interliga (2008/09), la Liguilla (2008/09, 2009/10, 2010/11, 2011/12, 2012/13) (2)Incluye datos de la Copa MX (2012/13, 2013/14), (3)Incluye datos de la Copa Libertadores de América (2008/09), la SuperLiga de Norteamérica (2007/08, 2010/11), la Concacaf Liga de Campeones (2009/10, 2012/13), Copa Mundial de Clubes de la FIFA (2008/09, 2010/11) |               |               |     |   |   |    |    |     |     |   |

## Palmarés

### Títulos nacionales
| Título               | Club        | País   | Año  |
| -------------------- | ----------- | ------ | ---- |
| Liga MX              | CF Pachuca  | México | 2007 |
| Copa MX              | Tigres UANL | México | 2014 |
| Liga MX              | Tigres UANL | México | 2015 |
| Campeón de Campeones | Tigres UANL | México | 2016 |
| Liga MX              | Tigres UANL | México | 2016 |
| Campeón de Campeones | Tigres UANL | México | 2017 |
| Liga MX              | Tigres UANL | México | 2017 |

### Títulos internacionales
| Título                           | Club       | País   | Año  |
| -------------------------------- | ---------- | ------ | ---- |
| Copa Sudamericana                | CF Pachuca | México | 2006 |
| Copa de Campeones de la CONCACAF | CF Pachuca | México | 2007 |
| Copa de Campeones de la CONCACAF | CF Pachuca | México | 2008 |
| SuperLiga Norteamericana         | CF Pachuca | México | 2007 |
| CONCACAF Liga Campeones          | CF Pachuca | México | 2010 |